# Judith DeCordova
Judith DeCordova, född Ashenheim 1877, död 1967, var en jamaicansk fredsaktivist, kvinnorättsaktivist, rösträttskvinna och filantrop. Hon var en pionjärgestalt inom feminismen på Jamaica.

## Biografi
Judith DeCordova tillhörde en av Jamaicas förmögna judiska familjer. Hon var gift med Michael DeCordova, redaktör för öns ledande tidning Daily Gleaner.
DeCordova betraktas som en pionjär inom spädbarnsvården på Jamaica och var ordförande för Child Welfare Association. Hon tillhörde de kvinnor som organiserade och deltog i krigsansträngningen under första världskriget, och blev en av tre kvinnor på ön som tilldelades MBE (Member of the order of the British Empire, Brittiska imperieorden) för sin insats. 
Efter kriget blev hon medgrundare och ordförande för Women's Social Service Association (WSSA) och organiserade och drev den framgångsrika kampanjen för att införa den reform om kvinnlig rösträtt som nyss införts i Storbritannien även i Jamaica, och som slutade med villkorlig rösträtt för kvinnor på Jamaica 1919. Hon och Nellie Latrielle framhävs som ledande gestalter i denna kamp. 
DeCordova var pacifist och organiserade 1932 en petition om global nedrustning på Jamaica.
1936 grundade hon Jamaica Women's League och blev dess ordförande.